# Fugueuses (film)
Pour l’article homonyme, voir Fugueuses.
Pour plus de détails, voir Fiche technique et Distribution.
Fugueuses est un film français réalisé par Nadine Trintignant sorti en 1995.

## Synopsis
Une belle jeune femme voyage dans le train Paris-Lisbonne en compagnie de son compagnon, un sexagénaire. Au cours d'une bagarre, il meurt accidentellement. Elle fait alors la connaissance d'une autre jeune femme, dont elle finit par prendre l'identité.

## Fiche technique
- Titre alternatif : Une fille galante
- Réalisation et scénario : Nadine Trintignant
- Adaptation : Gilles Perrault
- Lieu de tournage : Portugal
- Directeur de la photo : Acácio de Almeida
- Son : Gérard Lamps
- Montage : Claude Dufour
- Durée : 95 minutes
- Date de sortie : 23 août 1995

## Distribution
- Marie Trintignant : Marina
- Irène Jacob : Prune
- Nicole Garcia : Jeanne
- Stefano Dionisi : Eugenio
- François Berléand : Nicolas
- Daniel Gélin : Bruno